# Cyril Dessel
Cyril Dessel (Rive-de-Gier, 29 de novembro de 1974) é um ciclista profissional francês que participa em competições de ciclismo de estrada. Durante a Volta da França 2006, chegou a liderar a classificação geral da prova durante um dia.